# 天主教格羅塞托教區
天主教格羅塞托教區（拉丁語：Dioecesis Grossetana）是天主教會在義大利的一個教區。屬錫耶納-埃爾薩谷口村-蒙塔爾奇諾總教區。

## 歷史
教區前身是魯塞賴教區，成立於4世紀，第一個有文獻記載的主教出現於499年。1138年4月9日教座遷移至格羅塞托，魯塞賴降為名銜教區。教區一直由聖座直轄，此後1459年4月23日歸錫耶納管轄。

## 現況
教區包括格羅塞托省中部。2006年有教友122,464人，佔轄區總人口95.4%。教區下轄五十個堂區，有七十六名司鐸。現任教區主教為魯道夫·切托洛尼。